# Pleurotus pulmonarius
Espèce

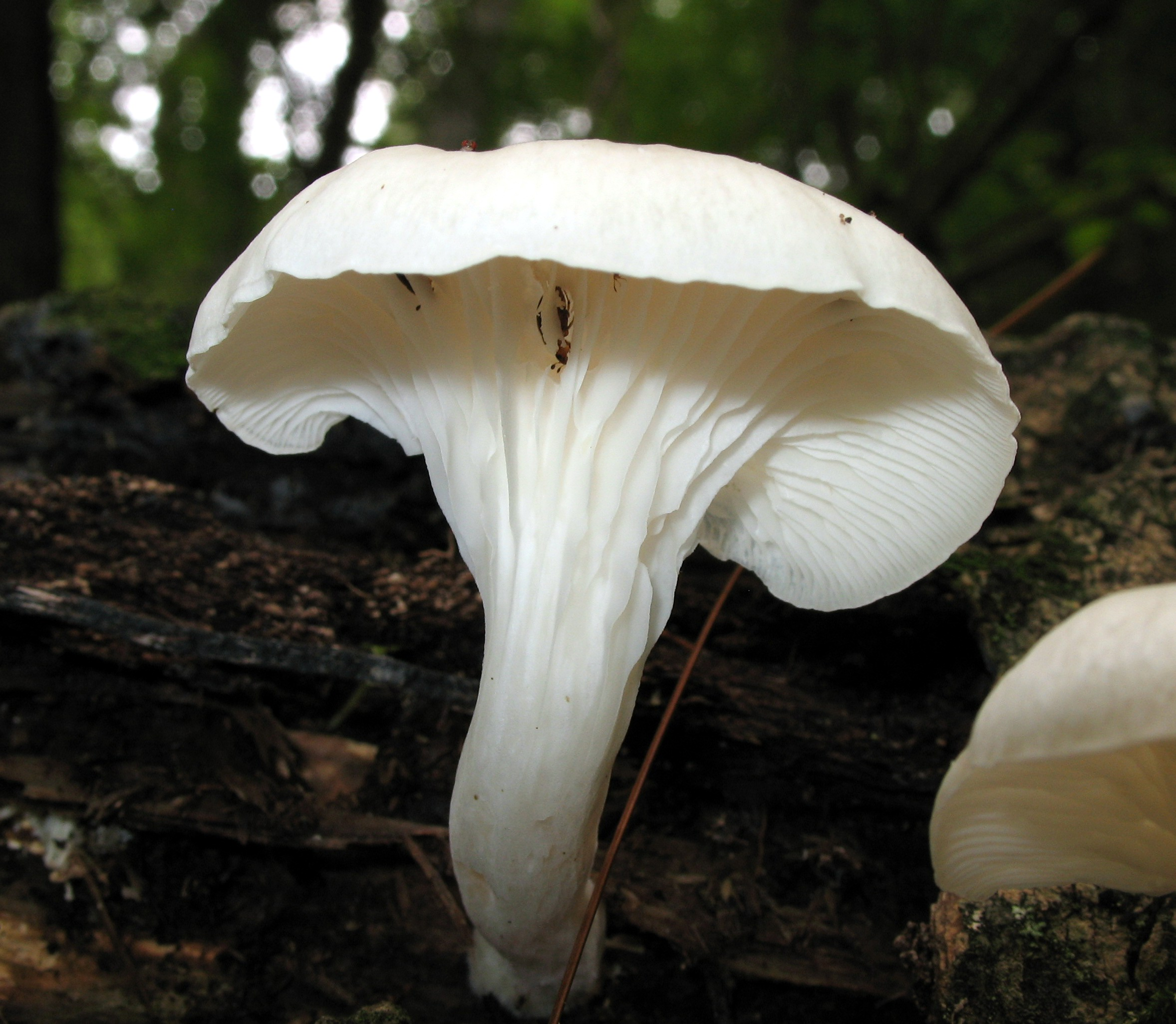
Pleurote pulmonaire

Le Pleurote pulmonaire (Pleurotus pulmonarius) est une espèce de champignons du genre Pleurotus, très proche du Pleurote en huître (Pleurotus ostreatus) mais il y a malgré tout quelques différences notables. Le chapeau du Pleurote pulmonaire est plus pâle et plus petit que celui du Pleurote en huître et son pied est plus développé. Il préfère aussi des climats plus chauds et apparaît plus tardivement durant l'été. Par ailleurs, le goût et la culture des deux espèces sont généralement considérées identiques. En Amérique du Nord, il ressemble beaucoup à Pleurotus populinus, qui se développe uniquement sur les trembles et les peupliers.

## Habitat
Le Pleurote pulmonaire est répandu dans les forêts tempérées et subtropicales à travers le monde. Dans l'est des États-Unis, l'espèce est généralement retrouvée sur des feuillus alors que de l'ouest, elle pousse plutôt sur des conifères.

## Taxonomie
- Décrit pour la première fois sous le nom Agaricus pulmonarius par Fr. en 1821.
- Distingué de Pleurotus sajor-caju par Pegler en 1975

## Description
- Son chapeau fait de 5 à plus de 20 cm, est d'abord convexe avant de s'aplatir.
- Les lamelles sont décurrentes.
- La sporée est de couleur blanche à jaunâtre.
- Le stipe est court et légèrement décalé du centre du chapeau.
- Les spores sont de couleur blanche à jaunâtre voire gris-lavande lorsqu'elles sont compactées, plus ou moins cylindriques, d'une dimension de 7,5 à 11 sur 3 à 4 µm[1].

## Culture

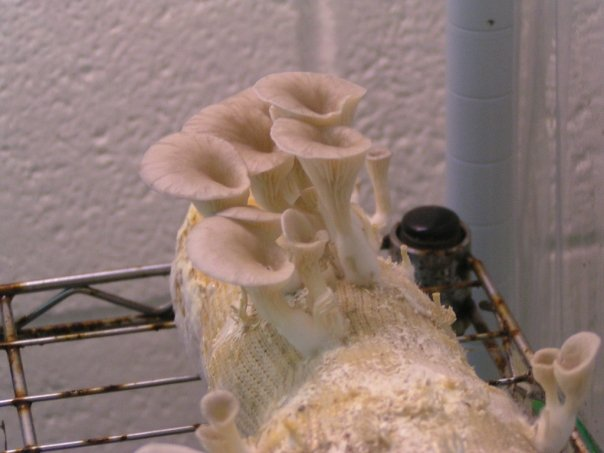
Culture de pleurotes pulmonaires

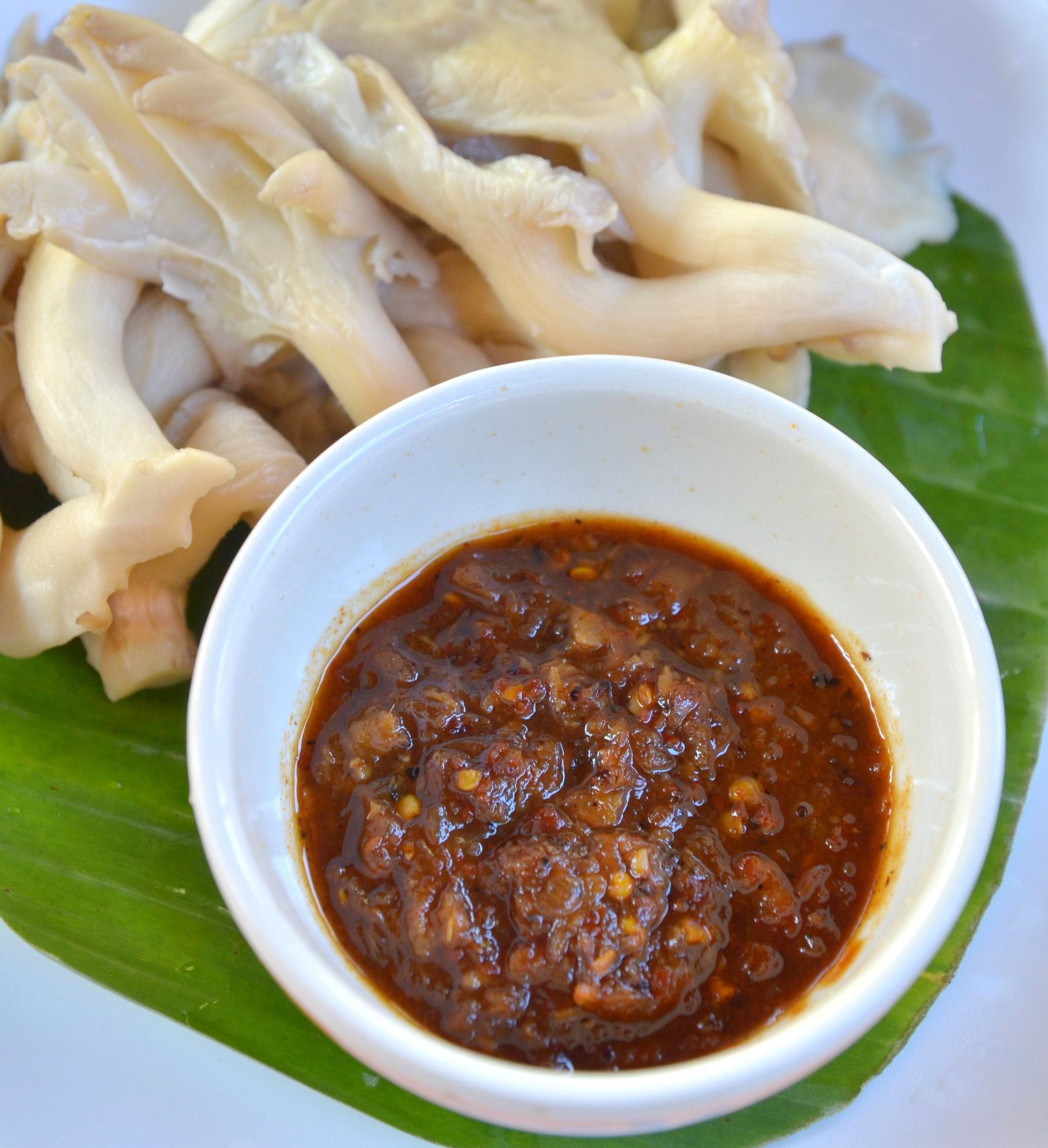
Nam phrik kha, un plat thaïlandais

Le Pleurote pulmonaire est l’espèce de Pleurote la plus cultivée en Europe et en Amérique du Nord. Les variétés les plus populaires pour la culture sont les variétés des climats chauds, souvent commercialisées par les producteurs et les cultivateurs sous le nom erroné « Pleurotus sajor-caju ». Le vrai Pleurotus sajor-caju (Fr.) Singer est en réalité une espèce à part de champignon, qui a été reclassée dans le genre Lentinus par Pegler en 1975 et est désormais appelé Lentinus sajor-caju (Fr.) Fries.
Le Pleurote pulmonaire est cultivé dans une optique commerciale en Nouvelle-Zélande et est parfois vendu sous le nom « champignon-huître ». Le véritable champignon-huître, Pleurotus ostreatus, ne peut être importé en Nouvelle-Zélande en raison des risques perceptibles pour leur industrie forestière.
La culture du Pleurote pulmonaire est très similaire aux méthodes utilisées pour cultiver d'autres espèces de Pleurotes telles que le Pleurote en huître. On transfère le mycélium d'une boîte de Petri sur des céréales, puis, on place les grains ensemencés par la colonisation du mycélium sur un substrat de paille, de copeaux de bois, de sciure, de carton, de marc de café et d'autres substrats contenant de la cellulose.

## Recherches médicales
Plusieurs études effectuées sur des animaux et in vitro suggèrent que le Pleurote pulmonaire et ses extraits pourraient avoir des applications médicinales pour un grand nombre de pathologies.
Un polysaccharide appelé β-D-Glucanet contenu dans le champignon réduit la sensibilité à la douleur chez les souris, et pourrait être une base intéressante pour de nouveaux traitements analgésiques. Dans une autre étude sur les souris, un glucane a montré de puissantes propriétés anti-inflammatoires et analgésiques. Un extrait au méthanol a montré un effet anti-inflammatoire et anti-tumoral comparable aux médicaments de références que sont le diclofénac et le cisplatine, respectivement.
Une étude de 2010 a conclu que des extraits de ce champignon pourraient ralentir la prolifération des cellules cancéreuses grâce à un niveau élevé de galectine-3, tandis qu'elle réduisait l'adhérence des cellules tumorales, ce qui est directement lié à la progression et à la propagation du cancer. Des extraits ajoutés à la nourriture des souris retardait la cancérogénèse, ce qui suggère qu'ils pourraient être utiles comme adjuvant pour des thérapies contre le cancer.
Un extrait à l'eau chaude administré oralement a eu un effet anti-hyperglycémique significatif, ce qui a arrêté la progression du diabète et réduit de 50% la mortalité de souris atteinte d'un diabète induit par de l'alloxane. Il a montré un effet synergétique avec le glibenclamide, un médicament contre le diabète, ce qui renforce la possibilité d'une thérapie efficace contre le diabète combinant le glibenclamide et le Pleurote pulmonaire.
Le Pleurote pulmonaire pourrait être efficace dans le traitement des rhinites allergiques en inhibant la libération d'histamine. Le champignon réduit en poudre et administré avec de l'eau à des souris sensibilisées a réduit de façon important les éternuements et les frictions nasales, bien que les effets aient nécessité plusieurs semaines pour se faire sentir graduellement. Lorsqu'on leur en a donné 500 mg/kg par jour, un effet significatif a été observé après deux semaines, alors que le changement n'a pu être observé qu'après quatre semaines avec une dose de 200 mg/kg par jour.
Des extraits de ce champignon ont aussi atténué le développement de colite aiguë sur des souris modèles, ce qui suggère un usage clinique possible pour un traitement des colites. Une étude ultérieure des mêmes auteurs a conclu que les extraits inhibaient aussi la formation du cancer du colon qui était lié aux colites chez les souris.
Les extraits ont aussi des propriétés antimicrobiennes et montrent une activité antioxydante in vitro.